# Alfred Schreyer

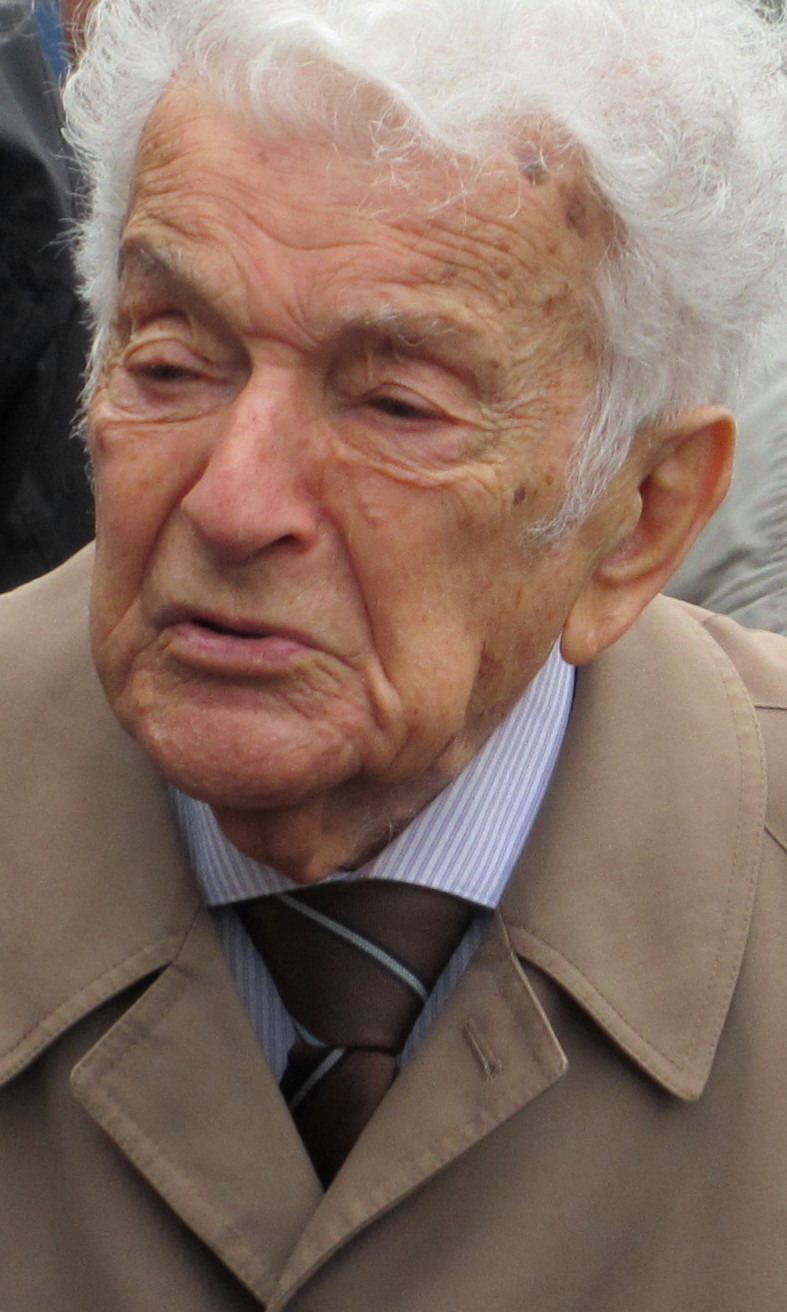
Alfred Schreyer (2012)

Alfred Schreyer (geboren 8. Mai 1922 in Drohobycz, damals Polen; gestorben 25. April 2015 in Warschau) war ein polnischer Sänger und Geiger. Er war ein Überlebender des Holocaust.

## Leben

### Kindheit und Jugend
Alfred Schreyer wurde in der galizischen Kleinstadt Drohobycz geboren.
Sein Vater Benno war Chemiker bei der österreichischen Firma Gartenberg & Schreyer, seine Mutter Leontina Pharmazeutin. Die Familie wohnte in einem Haus der Großeltern.
Am staatlichen König-Władysław-Jagiełło-Gymnasium war Schreyer Schüler von Bruno Schulz, der dort Zeichnen und Werken unterrichtete.

### Erste deutsche Besatzung 1939
Im September 1939 wurde Drohobycz beim Überfall auf Polen von der Wehrmacht eingenommen. Kurz darauf wurde Schreyer Zeuge, wie die deutschen Besatzer den Rabbiner zu Rosch ha-Schana, dem jüdischen Neujahrstag, die Straße kehren ließen.

### Sowjetische Besatzung 1939–1941
Im Oktober 1939 kam es zur sowjetischen Besetzung Ostpolens. Kurz danach musste der Schüler Schreyer mit ansehen, wie die sowjetische Geheimpolizei, assistiert von zwei seiner Schulkameraden, den Direktor Tadeusz Kaniowski abholte. Der Schuldirektor war früher Senator der Republik Polen gewesen. „Für solche wie ihn, für Senatoren, war nur noch in Kasachstan Platz. Dort ist sein Grab“, sagt Schreyer. Die Familie verlor das Haus, Alfreds Vater musste in der Paraffinfabrik arbeiten. Von den ersten achtzig Rubeln, die Alfred als Mitglied eines Vokalquartetts mit dem Auftritt vor einer sowjetischen Kulturbrigade verdiente, kaufte er seinem Vater Stiefel für die sehr nasse Arbeit in der Paraffinfabrik.

### Zweite deutsche Besatzung 1941
Nach Beginn des Deutsch-Sowjetischen Krieges im Juni 1941 wurde Drohobycz Teil des Distrikts Galizien im Generalgouvernement. Die deutschen Besatzer richteten das Ghetto Drohobytsch ein, in dem auch Schreyer landete. Über die auffallend vielen Österreicher unter den Gestapo-Leuten sagt er: „Diese Wiener waren für mich ein Schock.“
1942 kam Schreyer zum ersten Mal in ein Zwangsarbeitslager, wo er in der Tischlerei arbeitete. Nach der Auflösung dieses Lagers im Jahr 1943 kam er mit anderen „Brauchbaren“ in ein Lager zur Karpaten Öl AG.
Danach wurde er ins KZ Krakau-Plaszow überstellt, wo er am 14. April 1944 ankam. „Aber diese Hölle war nur die Vorhölle, verglichen mit dem, was noch kommen sollte“, sagt Schreyer. Im Oktober 1944 ging es weiter nach Groß-Rosen, wo man ihm die letzte Erinnerung an seine Mutter, das Foto mit ihrer Schrift darauf, abnahm. Am 4. November 1944 kam er ins KZ Buchenwald in den Block 59. Danach wurde er in ein Außenlager in Taucha bei Leipzig verlegt, in eine Panzerfaustfabrik.
Über das Ende seiner KZ-Aufenthalte erzählt Schreyer: „Bis zum 6. April 1945, da wurden wir evakuiert. Ich wog nur noch 39 Kilo, hatte Wasser in den Beinen und war ein lebender Leichnam, ein ‚Muselmane‘“. Auf dem Marsch geriet er in eine Gruppe deutscher Häftlinge. Ein Mithäftling sagte leise: „Pass auf!“ und stieß ihn in den Graben. Schreyer: „Das war meine Rettung.“ Nach einigen Stunden wurde er von einem Hitlerjungen auf einem Fahrrad ins nächste Dorf mitgenommen.
Alfred Schreyers Vater starb Anfang August 1942 gemeinsam mit ca. 5.000 Juden aus Drohobycz im Vernichtungslager Belzec. Seine Mutter entkam aus einem Transport nach Belzec und wurde wenig später im Bronitzer Wald mit ca. 11.000 anderen Juden erschossen und in einem Massengrab verscharrt.

### Nach dem Krieg
Schreyer fand zunächst eine Anstellung als Dolmetscher in der Handelsabteilung der sowjetischen Truppen in Sachsen.
Im Herbst 1946 wurde er „repatriiert“ und kam über Weißrussland wieder nach Drohobycz.
Dort hielt er sich mit Geigespielen über Wasser und begann auch wieder zu studieren.
Am 5. Januar 1949 heiratete er seine Frau Ludmilla. Seine zwei Kinder leben seit 1993 in Deutschland; seine Frau starb einige Jahre vor ihm.
Bis kurz vor seinem Tod lebte Alfred Schreyer immer noch in Drohobycz; er war der letzte Jude in dieser Stadt, der vor dem Zweiten Weltkrieg geboren war.
Anlässlich seines 90. Geburtstags wurde Alfred Schreyer vom polnischen Minister für Kultur die höchste polnische Auszeichnung für Kulturschaffende, die Gloria-Artis-Medaille für kulturelle Verdienste in Gold (Złoty Medal „Zasłużony Kulturze Gloria Artis“), verliehen. Mit dieser Auszeichnung wurden seine Bemühungen zur Verbreitung und Erhaltung der polnischen Kultur im In- und Ausland gewürdigt.

## Film
- Paul Rosdy: Der letzte Jude von Drohobycz. Wien 2011[5][6]